# Türst
Türst is een figuur uit heidense legendes. Hij stamt uit de omgeving van Luzern. Hij wordt als "een jager uit de hel" beschreven. 
Volgens de legende moeten mensen tijdens stormachtige jaargetijden op hun hoede zijn, want hij jaagt in deze periode met zijn kudde driepotige honden waarvan de aanvoerder slechts één oog heeft. De beschrijvingen van deze legendarische figuur variëren van regio tot regio.
Een gemeenschappelijk kenmerk vormt zijn dreiging "drü Schritt rechts, gang uswägs". Wie niet op tijd vlucht wordt in een hond veranderd en is gedwongen de Türst voor de rest van zijn leven te volgen. Er wordt ook aangeraden om in de winter de staldeur open te houden opdat Türst er ongestoord doorheen kan jagen. Er wordt gezegd dat hij het vee zo erg doet schrikken dat het lange tijd geen melk geeft. Een lelijke heks genaamd Sträggele zou zijn vrouw zijn.